# Leptotyphlops subcrotillus
Leptotyphlops subcrotillus är en kräldjursart som beskrevs av  Laurence Monroe Klauber 1939. Leptotyphlops subcrotillus ingår i släktet Leptotyphlops och familjen Leptotyphlopidae. Inga underarter finns listade i Catalogue of Life.